# Otona na no yo! / 1-Oku 3-Senman Sō Diet Ōkoku
Singles de Berryz Kōbō
Motto Zutto Issho ni Itakatta / Rock Erotic
(2013) Ai wa Itsumo Kimi no Naka ni / Futsū, Idol 10nen (...)
(2014)
Otona na no yo! / 1-Oku 3-Senman Sō Diet Ōkoku (大人なのよ!/1億3千万総ダイエット王国, ou Otona na no yo! / 1-oku 3-senman Sou Diet Oukoku) est le 34e single du groupe Berryz Kōbō (en excluant les collaborations).

## Production
Le single, écrit, composé et produit par Tsunku, sort le 19 février 2014 au Japon sur le label Piccolo Town, quatre mois et demi après le précédent single du groupe, Motto Zutto Issho ni Itakatta / Rock Erotic. Il atteint la 4e place du classement des ventes hebdomadaire de l'Oricon.
Comme les deux précédents, c'est un single "double face A" contenant deux chansons principales (Otona na no yo! et 1-Oku 3-Senman Sō Diet Ōkoku) ainsi que leurs versions instrumentales ; le groupe avait déjà sorti trois singles de ce type en 2009-2010. 
Il sort en deux éditions régulières notées "A" et "B", avec des pochettes différentes, ainsi qu'en trois éditions limitées notées "A", "B", et "C", avec des pochettes différentes et un DVD différent en supplément ; les chansons sont inversées sur les CD des deux éditions "B", bien que le titre du disque reste le même.

## Formation
Membres créditées sur le single :
- Saki Shimizu
- Momoko Tsugunaga
- Chinami Tokunaga
- Māsa Sudō
- Miyabi Natsuyaki
- Yurina Kumai
- Risako Sugaya

## Liste des pistes
CD de l'édition régulière A
1. Otona na no yo! (大人なのよ!?)
2. 1-Oku 3-Senman Sō Diet Ōkoku (1億3千万総ダイエット王国?)
3. Otona na no yo! (Instrumental) (大人なのよ!...?)
4. 1-Oku 3-Senman Sō Diet Ōkoku (Instrumental) (1億3千万総ダイエット王国...?)

CD de l'édition régulière B
1. 1-Oku 3-Senman Sō Diet Ōkoku (1億3千万総ダイエット王国?)
2. Otona na no yo! (大人なのよ!?)
3. 1-Oku 3-Senman Sō Diet Ōkoku (Instrumental) (1億3千万総ダイエット王国...?)
4. Otona na no yo! (Instrumental) (大人なのよ!...?)

CD des éditions limitées A et C
1. Otona na no yo! (大人なのよ!?)
2. 1-Oku 3-Senman Sō Diet Ōkoku (1億3千万総ダイエット王国?)
3. Otona na no yo! (Instrumental) (大人なのよ!...?)
4. 1-Oku 3-Senman Sō Diet Ōkoku (Instrumental) (1億3千万総ダイエット王国...?)

DVD de l'édition limitée A
1. Otona na no yo! (Music Video) (大人なのよ!...?)
2. Otona na no yo! (Making Film) (大人なのよ!...?)

DVD de l'édition limitée C
1. Otona na no yo! (Close-up ver.) (大人なのよ!?)
2. 1-Oku 3-Senman Sō Diet Ōkoku (Close-up ver.) (1億3千万総ダイエット王国?)
3. Otona na no yo! (Dance shot ver.) (大人なのよ!...?)
4. 1-Oku 3-Senman Sō Diet Ōkoku (Dance shot ver.) (1億3千万総ダイエット王国...?)

CD de l'édition limitée B
1. 1-Oku 3-Senman Sō Diet Ōkoku (1億3千万総ダイエット王国?)
2. Otona na no yo! (大人なのよ!?)
3. 1-Oku 3-Senman Sō Diet Ōkoku (Instrumental) (1億3千万総ダイエット王国...?)
4. Otona na no yo! (Instrumental) (大人なのよ!...?)

DVD de l'édition limitée B
1. 1-Oku 3-Senman Sō Diet Ōkoku (Music Video) (1億3千万総ダイエット王国...?)
2. 1-Oku 3-Senman Sō Diet Ōkoku (Making Film) (1億3千万総ダイエット王国...?)